# Nephodia flebilis
Nephodia flebilis är en fjärilsart som beskrevs av W. Warren 1904. Nephodia flebilis ingår i släktet Nephodia och familjen mätare. Inga underarter finns listade i Catalogue of Life.